# 久我山リカコ
久我山 リカコ（くがやま りかこ）は、日本の漫画家。女性。大阪府大阪市出身。アニメ監督の出崎統とは夫婦である。

## 来歴・人物
出崎統と杉野昭夫の主宰するアニメーション制作会社あんなぷるにアニメーターとして入社。テレビアニメ『まんが日本昔話』では夫婦で作画・演出・背景を担当した回も数話有り。東京ムービー新社ロサンゼルススタジオ出向となった出崎の助手も務めた。
その後、漫画『BASTARD!! -暗黒の破壊神-』を連載中の漫画家萩原一至と淡路島の断食道場にて出逢ったのがきっかけで漫画を描き始め、『週刊プレイボーイ』（集英社）に連載を持つに至る。

## コミックス

### 成人向け
- BE美少女生態系（富士美出版）
- 金星人調教娘なるなる（青磁ビブロス）
- Berry Very すとろべりぃ（コアマガジン）
- ねこらんち（ふゅーじょんぷろだくと）
- 14さいマニュアル（オークラ出版）
- クロコダイル娘。（ワニマガジン社）
- ふぁっきんぐ!!（オークラ出版）
- もえでこ（幻冬舎コミックス）

### 全年齢向け
- おめざめ♡プリィず（集英社〈スーパー・プレイボーイコミックス〉）全2巻
  - （SideA ISBN 978-4088570174、SideB  ISBN 978-4088570181）

- 早わかり!ゴミ処理のしくみ（監修：平岡正勝、構成：藤村純、集英社〈集英社学習漫画〉）